# Jauca Alta
La Jauca Alta es una localidad y pedanía española perteneciente al municipio de Serón, en la provincia de Almería. Está situada en la parte occidental de la comarca del Valle del Almanzora, al nordeste del municipio y en el límite entre Caniles y Alcóntar, alejada del principal núcleo de población del municipio. En los últimos años se ha ido despoblando por causa de la migración de la juventud hacia regiones más desarrolladas: Cataluña, la capital almeriense o granadina.

## Toponimia
El arabista Robert Pocklington sostiene que el nombre de Jauca proviene de la voz árabe al-šawka, que se traduce como el espino.

## Demografía
Según el Instituto Nacional de Estadística de España, en el año 2019 Jauca Alta contaba con 33 habitantes censados, lo que representa el 1,62% de la población total del municipio.

## Comunicaciones
Desde la carretera A-334 de Baza a Huércal-Overa llegando a El Hijate, desde allí se toma la carretera del interior del núcleo hacia las Casas Bajas, hasta llegar a la Jauca Alta.

## Geografía

### Paisaje
Natural entre campos de almendros y gran presencia de «huerta almeriense», aunque con un problema de sequía por el fenómeno de desertización producido por el cambio climático. Una importante transformación de la zona han sido las fuentes de energías renovables, como en este caso, la eólica, con gran presencia de molinos de aire. Desde la Jauca Alta se divisa la Sierra de los Filabres y la Sierra de Baza, un enclave natural y rural.

### Clima
Su clima es clima mediterráneo, aunque con un invierno muy frío, ya que se encuentra a una altitud de 1.046 m s. n. m., eso hace que en invierno haya alguna importante nevada, y en contra, un verano muy caluroso y seco, similar al del campo de Almería.

## Cultura
En el núcleo de la Jauca se encuentra la ermita en honor a Santa Teresita, patrona de la pedanía, con una talla de esta.

### Festividades
En el mes de agosto se celebran sus fiestas de Santa Teresita, famosas en la zona, con bailes, procesiones, comidas, etc.